# مؤسسه بازاریابی دیجیتال
مؤسسهٔ بازاریابی دیجیتال(به انگلیسی : Digital Marketing Institute) که به عنوان DMI نیز شناخته شده است یک مجموعهٔ تحصیلات تکمیلی در جمهوری ایرلند است که ارائه کننده تحصیلات تکمیلی در رشتهٔ بازاریابی دیجیتال است. DMI در سال ۲۰۰۸ توسط Ian Dodson و Anthony Quigley جهت ارائه برنامه‌های آموزشی به دانشجویان در ایرلند تأسیس شد.
از آن زمان شبکه‌های خود را در کشورهای مختلف از جمله انگلیس، آفریقای جنوبی، کویت، عربستان سعودی، امارات متحدهٔ عربی، قبرس، استونی و اکوادور به منظور برنامه‌های آموزشی معتبر گسترش داده است. در ژانویهٔ ۲۰۱۳، DMI هم چنین اعلام کرد که در مالزی نیز فالیت خواهد کرد، کشوری که در آن، بخش بازاریابی دیجیتال به 5/9% GDP کشور کمک خواهد کرد. از سال 2015 DMI فعالیتش را در آذربایجان با مشارکت بخش جدید بازاریابی محلی شروع کرده است. در اوت ۲۰۱۳ DMI دسترسی جهانی اش را از طریق مشارکت جدید با مؤسسه آموزشی اش در کاستاریکا و پاناما گسترش داد. 
مؤسسه با دانشگاه سنفتک که متخصص در مطالعهٔ فناوری دیجیتال در تمامی دو مجموعهٔ دانشگاهی اش در کاستاریکا و پاناما بود مشارکت داشت. دوره‌های مشارکتی ارائه کنندهٔ برنامه‌های معتبر با سیسکو، اراکل و آی بی آم بود. مشارکت با دانشگاه سنفتک باعث شد مؤسسهٔ ایرلندی با ۱۰۰۰ دانشجوی آمریکای مرکزی ارتباط برقرار کند. در سال ۲۰۱۴،DMI برنامه‌هایش را در اکوادور و آمریکای جنوبی از طریق استودیو بازاریابی دیجیتال و مشاوره گسترش داد. مؤسسهٔ بازاریابی دیجیتال ۱۱۰۰۰ نفر را در بازاریابی دیجیتال در تا پایان سال ۲۰۱۴ آموزش داد.